# Dover (Contea di Racine, Wisconsin)
Dover è un comune degli Stati Uniti, situato in Wisconsin, nella Contea di Racine.